# Parafia św. Stanisława w Zdrochcu
Parafia św. Stanisława w Zdrochcu – parafia rzymskokatolicka, znajdująca się w diecezji tarnowskiej, w dekanacie Radłów.
Proboszczem parafii od 1998 jest ks. Stanisław Biskup.